# Nokia Lumia 735
O Lumia 730 é um modelo dual chip e o Lumia 735 é um modelo Single Sim e com conexão 4G. Ambos possui as mesmas especificações e são o quarto smartphone a vir de fábrica com o sistema operacional Windows Phone 8.1 e o primeiro a vir com a Lumia Denim. São conhecidos mundialmente pelo apelido de Selfie-phone por possuírem uma câmera frontal de 5 megapixels e lente grande angular ZEISS, que também grava vídeos em full HD.

## Lançamento
Os Lumias 730 e 735 foram apresentados durante a IFA 2014 em 4 de setembro juntamente com o Lumia 830.

### Lançamento no Brasil
No Brasil foi lançado no dia 1 de outubro de 2014 em um evento realizado em São Paulo. Iniciou as vendas no 17 de outubro nas lojas físicas da Nokia espalhadas pelo Brasil e no dia 24 de outubro de 2014 iniciou as vendas na loja online da Nokia no Brasil.

### Lançamento em Portugal
O Lumia 735 teve início de vendas, juntamente com o Lumia 830 em 13 de outubro de 2014 em Portugal.

## Versões
| Modelo    | Bandas GSM                    | Notas                              |
| --------- | ----------------------------- | ---------------------------------- |
| Lumia 730 | Quad Band (850/900/1800/1900) | Modelo dual chip e conexão 3G      |
| Lumia 735 | Quad Band (850/900/1800/1900) | Modelo com conexão 4G e single SIM |

## Design
Os Lumias 730 e 735 seguem o mesmo estilo de design da linha Lumia e até lembra um pouco as gerações passadas, que tinham as bordas laterais arredondadas, mas a superior e a inferior ficavam retas. Apesar disso, as cores de carcaça disponíveis são bem vivas e trazem um ar renovado para o selfie-phone.

## Software
O Lumia 730 quarto Smartphone a vir com o Windows Phone 8.1 de fábrica. Isso significa que o modelo conta com novidades bastante esperadas para quem é adepto da plataforma, como área de notificações no topo da tela, botões virtuais na parte inferior desta, plano de fundo personalizável, Internet Explorer 11, atualização automática de apps, entre outros. A área de notificações funciona como nas plataformas rivais: arraste o topo da tela para baixo e ela mostrará seus detalhes. Os botões virtuais (voltar, home e pesquisar) vieram para substituir os botões fixos que, nos modelos lançados até pouco tempo atrás, ficavam abaixo da tela. A assistente de voz Cortana também é um dos atrativos do Windows Phone 8.1.

### Lumia Denim
Os Lumias 535, 730, 735 e 830 são os primeiros Smartphones a vir com a nova atualização de firmware da Nokia. O Lumia Denim traz muitas novidades no aplicativo Lumia Câmera. Agora é possível esconder os botões virtuais na tela, um diferencial que seus concorrentes não tem. Poderá ainda organizar sua tela inicial do jeito que você quiser com pastas. Também poderá combinar várias mensagens de texto em um, e em seguida, encaminhá-los para outra pessoa. No alarme poderá personalizar o tempo de repetição de um alarme, e depois desfrutar de um pouco mais shuteye para a hora que quiser e ainda muitas outras novidades.

## Especificações

### Tela
Os Lumias 730 e 735 possuem uma tela OLED de 4,7 polegadas com resolução de 1280x720 pixels, resultando numa densidade de pixels de 312ppi com ângulos muito bons, sendo incapaz de enxergar os pixels na tela. As cores sólidas da interface do Windows Phone ressaltam a qualidade do display do aparelho da Nokia, que se mostra eficiente para todo tipo de tarefa.

### Câmera
Os Lumias 730 e 735 possuem uma câmera de 6,7 megapixels com flash LED que grava vídeos em full HD de 1080p até 30fps. Também possui uma câmera frontal de 5 megapixels e que também grava vídeos em full HD. A câmera possui ainda um conjunto de lente ZEISS, que melhora significantemente a qualidade das fotos, mesmo em ambientes com pouca iluminação.

### Hardware e processamento
O conjunto de processamento do Lumia 730 e 735 conta com chipset Qualcomm Cortex-A7 Snapdragon 400, CPU quad-core de 1.2 GHz e GPU Adreno 305 e memória RAM de apenas 1GB.

### Armazenamento e Nano-SIM
O Lumia 730 e 735 usa um cartão micro-SIM. Todos os dados são armazenados na memória interna de 8GB e também possui uma memória expansível via cartão SD de até 128GB.

### Energia e bateria
- Bateria interna de íon de lítio recarregável;
- Bateria removível;
- Carga via USB do computador ou carregador de tomada;
- Tempo de conversação: Até 1020 minutos em 3G e 4G;
- Tempo em espera: Até 600 horas no Lumia 730 e 735;

### Conteúdo da caixa

#### Lumia 735
- Aparelho Lumia 735;
- Carregador Nokia;
- Manual de usuário..